# Bras d'Apic (rivière)
Pour les articles homonymes, voir Apic et Bras.
Le Bras d'Apic est une rivière qui coule dans les municipalités de Saint-Marcel et Saint-Cyrille-de-Lessard, dans la municipalité régionale de comté (MRC) de L'Islet, dans la région administrative de Chaudière-Appalaches, au Québec, au Canada.
Le Bras d'Apic est un affluent de la rive est du Bras Saint-Nicolas lequel coule jusqu'à la rive sud-est de la rivière du Sud (Montmagny) ; cette dernière coule vers le nord-est jusqu'à la rive sud du fleuve Saint-Laurent.

## Géographie
Les principaux bassins versants voisins du Bras d'Apic sont :
- côté nord : Bras du Nord-Est, bras de Riche, cours d'eau Carlos ;
- côté est : Bras de Riche, Bras de la rivière Ouelle, rivière Tenturette, rivière Grand Calder ;
- côté sud : Grande rivière Noire, rivière Buckley, rivière Rocheuse, rivière Méchant Pouce ;
- côté ouest : Rivière du Petit Moulin, rivière des Perdrix (Bras Saint-Nicolas), bras Saint-Nicolas.

Le bras d'Apic prend sa source au lac d'Apic (longueur : 1,0 km ; altitude : 406 m), situé en zone montagneuse, dans le canton d'Arago de Saint-Marcel. Ce lac est situé du côté nord-ouest de la ligne de partage des eaux avec la rivière Tenturette dont le courant se déverse par le sud vers le bassin versant de la Grande rivière Noire (ou Big Black River, dans le Maine) ; cette dernière étant un affluent du fleuve Saint-Jean lequel traverse le Maine et le Nouveau-Brunswick.
À partir du lac d'Apic, le bras d'Apic coule sur 26,4 km, répartis selon les segments suivants :
- 2,7 km vers le nord-ouest dans Saint-Marcel, jusqu'à la limite municipale de Saint-Cyrille-de-Lessard ;
- 9,6 km vers le nord, en longeant plus ou moins la route 285 et en passant dans le hameau Bras-d'Apic, jusqu'à la limite nord du canton Beaubien ;
- 0,4 km vers le nord, jusqu'à la confluence du bras de l'Est (venant du sud-est) ;
- 5,8 km vers le nord-ouest dans Saint-Cyrille-de-Lessard, en longeant plus ou moins la route 285, jusqu'au pont du chemin du 8e rang ;
- 4,6 km vers le nord-ouest, jusqu'au chemin Lessard Ouest, qu'elle coupe à 1,2 km au sud-ouest du centre du village de Saint-Cyrille-de-Lessard ;
- 3,3 km vers l'ouest, en traversant la "chute à Taupin", jusqu'à sa confluence.

Le bras d'Apic se déverse sur la rive sud du Bras Saint-Nicolas lequel coule vers le nord, puis vers le sud-ouest pour aller se déverser sur la rive sud-est de la rivière du Sud. Cette confluence est située en aval du pont de la route Pierre-Noël, soit à 3,4 km à l'ouest du centre du village de Saint-Cyrille-de-Lessard.

## Toponymie
Le toponyme "Bras d'Apic" a été officialisé le 2 décembre 1975 à la Commission de toponymie du Québec.